# جوني سولينجر
جون بريستون سولينجر (7 أغسطس 1965  - 26 يونيو 2021) مغني وكاتب أغاني أمريكي معروف بكونه المطرب الرئيسي لـ فرقة سكيد رو من 1999 إلى 2015. مع أكثر من 15 عامًا في الفرقة ، كان مطربهم الأطول خدمة. خلال الفترة التي قضاها مع فرقة سكيد رو.

## روابط خارجية
- جوني سولينجر التسجيلات من ديسكاغز.كوم
- جوني سولينجر في قاعدة بيانات الأفلام على الإنترنت